# Jean-Marie François Merlino
Pour les articles homonymes, voir Merlino (homonymie).
Jean-Marie François Merlino, né le 8 décembre 1737 à Lyon et mort le 16 octobre 1805 à Fareins, (Ain) est un homme politique français dont l'activité s'exerce pendant la période de la Révolution. Il est notamment député à la Convention nationale, au Conseil des Anciens et au Conseil des Cinq-Cents.

## Biographie

### Du grand négoce au pouvoir

#### Négociant à l'origine
Négociant pour le compte de la firme « Veuve Antonio Merlino et fils » qui contribua notamment au financement de l'encyclopédie, il fit plusieurs voyages en Italie et rédigea un mémoire sur l'exploitation de la soie dans la péninsule. 

#### Homme de loi sur le tard
La cinquantaine avancée, il entreprit des études de droit pour acquérir une charge de conseiller de la Sénéchaussée de Trévoux. Il s'installa à Fareins et eut des démêlés, qui contribuèrent à sa notoriété, avec la secte convulsionnaire des fareinistes animée par le curé Bonjour. Ce combat, par bien des aspects rocambolesque, excita la verve des érudits locaux mais contribua surtout à sa notoriété en lui permettant d'élargir progressivement ses mandats électifs : recteur de la fabrique de Fareins puis premier consul et délégué de sa paroisse à l'assemblée sénéchale lors de la convocation des États généraux, commissaire à la rédaction du cahier de doléances du Tiers état de la sénéchaussée, administrateur du district de Trévoux, juge au tribunal du district puis au tribunal criminel du département de l'Ain à Bourg-en-Bresse.

#### Conventionnel assidu
Élu le 6 septembre 1792 dernier député de l'Ain à la Convention nationale, il fut membre du Comité de défense générale, préfiguration du grand Comité de salut public. Il exerça sous la Convention une activité très soutenue marquée par une grande assiduité dans plusieurs comités (commerce, agriculture, guerre, secours) et dans différentes commissions (commission des six sur les subsistances, commission des seize sur la nouvelle Constitution, commission Garran de Coulon sur l'esclavage). On lui doit en particulier la mise en œuvre de l'embrigadement qui consistait à rassembler au sein d'une demi-brigade un bataillon de ligne avec deux bataillons de volontaires, un plan d'organisation du gouvernement qu'il rédigea avec Romme et Thibaudeau. Il intervint plus d'une soixantaine de fois à la barre de la Convention dont il fut secrétaire le 1er messidor an II (19 juin 1794).

#### Régicide de regret
Lors du procès de Louis XVI, il vota pour la culpabilité du roi mais pour la ratification du jugement par le peuple, et ensuite pour la mort, et contre le sursis. Il motiva ainsi son opinion : « Vous avez déclaré, à l'unanimité que Louis Capet était coupable et convaincu de haute trahison et de conspiration envers la nation ; comme juge j'ai ouvert le livre de la loi ; elle m'a indiqué la peine due aux conspirateurs ; fidèle à mes devoirs, fidèle à ma conscience, ami de mes commettants, je vote pour la mort. »

#### Représentant en mission
Le 9 mars 1793, il est nommé par décret représentant en mission dans l'Ain et l'Isère avec Amar pour accélérer le recrutement dans le cadre de la levée des 300 000 hommes. Parti deux jours plus tard, il ne rentra à Paris que le 25 mai 1793, si bien qu'il ne participa pas au scrutin du 25 avril sur la mise en accusation de Marat, ni aux débats sur les Girondins. À leur départ, les municipalités fédéralistes de l'Ain avec lesquelles ils entrèrent en conflit déposèrent une pétition à la Convention pour se plaindre de leur comportement. Elle fut classée sans suite. Au demeurant, Merlino, à qui il était reproché des arrestations arbitraires, intervint peu de temps après, le 24 pluviôse an II (12 février 1794), pour faire examiner la conduite du tribunal des sept qui sévissait à Commune Affranchie (Lyon) et dénonça le 10 ventôse an II (28 février 1794) les exactions d'Albitte qui lui avait succédé comme représentant en mission dans l'Ain. Merlino et Amar rendirent compte de leur mission dans l'Ain et l'Isère et justifièrent de leurs frais de déplacements et de séjour. Ils furent parmi les très rares représentants en mission à n'avoir pas levé en cette occasion d'impôts révolutionnaires.
Il fut compris dans le quota des deux tiers qui permettait aux conventionnels de siéger de nouveau sous le Directoire sans craindre les aléas d'une élection. Nommé au Conseil des Anciens dont il devint secrétaire le 1er ventose an IV (20 février 1796) il fut ensuite constamment réélu au Conseil des Cinq-Cents Conseil des Cinq-Cents ; où il siégea jusqu'à la fin de la quatrième législature du directoire (19 mai 1799). Il se retira ensuite à Fareins.

### Un personnage controversé
Il n'existe pas de biographie sur ce personnage de la Révolution mais des articles dans des dictionnaires biographiques publiés sous la Restauration et donc peu amènes à l'endroit d'un régicide, dont ils dénonçaient contradictoirement ses excès et sa modération. 

#### Montagnard modéré
Merlino fut partisan, comme Vergniaud, girondin notoire, de l'appel au peuple ce qui lui fut reproché par certains montagnards comme Ichon, 31 juillet 1794) et il participa aux journées de thermidor s'opposant à des robespierristes comme Jagot. Plus tard, il s'illustra au club de Noailles qui regroupait des montagnards modérés comme lui.

#### Anticlérical résolu
Il resta cependant fidèle à des convictions tranchées ce qui explique la complexité du personnage. Son opposition au clergé, nourrie et développée contre la secte fareiniste en est le meilleur exemple. Il dénonça le 2 frimaire an II (22 novembre 1793) « l'horizon de la France obscurci par une nuée de prêtres » et, après thermidor, le 5 vendémiaire an II (27 septembre 1794), il s'élevait encore au Club des jacobins, dont il faisait partie depuis le 26 septembre 1792, contre la nomination des prêtres et des nobles à des emplois publics. Dans le même temps il dénonça, alors que ce n'était plus de saison, d'anciens girondins comme l'écrivain Louis-Sébastien Mercier pour son comportement anti-républicain. 

#### Antiesclavagiste agissant
Son hostilité à l'esclavage a été mise en lumière par Dorigny et Gainot qui soulignent notamment : « Il est tout à fait symptomatique de voir grandir au sein de la société l'influence de plusieurs personnalités de premier plan de cette opposition parlementaire comme Duplantier, Deydier et surtout Merlino. C'est ce dernier que les rapports de police présentent comme membre actif des réunions qui cherchent à articuler opposition législative et opposition néo-jacobine extra-parlementaire... » Ce court extrait, qui concerne la fin du Directoire, suffit à souligner la générosité du personnage et la fermeté de ses convictions. 

#### Estimé de ses adversaires
Il est tombé dans l'oubli mais bénéficiait alors de la considération de collègues de bords opposés comme Denis-Toussaint Lesage par exemple, député d'Eure-et-Loir, qui avait été comme girondin exclu de la Convention le 31 mai 1793 avant d'être rappelé le 18 frimaire an III (8 décembre 1794) et qui, lors des controverses qui suivirent l'exécution de Robespierre s'opposa à lui en ces termes : « d'après ce qu'a dit notre collègue Merlino, que je ne connais pas, mais que tout le monde m'assure être un homme de bien ». C'était, de la part d'un conventionnel qui avait rudement souffert de la tyrannie montagnarde, une formule contrastant étrangement avec ce que la postérité a retenu du personnage.
Jean-Marie François Merlino mourut le 16 octobre 1805 dans sa propriété du Graberet à Fareins, dans l'Ain, où sa tombe existe encore.